# Costantino Della Casa
Costantino Della Casa (Parma, 1920 – Milano, 1970) è stato un giornalista, fotografo e letterato italiano.

## Biografia
Nato a Parma nel 1920, l'esperienza della guerra e della prigionia in Germania incise profondamente sulle sue scelte di vita.
Tornato nel dopoguerra a Bologna, dove dal 1936 si era trasferita la sua famiglia, si laureò in filosofia e iniziò un'intensa attività pubblicistica sui temi della nuova letteratura italiana e degli orizzonti della ricerca del pensiero in Europa. In corrispondenza con molti scrittori italiani fra i quali Cesare Pavese ed Elio Vittorini, a Bologna si legò profondamente all'ambiente degli intellettuali dell'epoca fra i quali Francesco Biagi e Bemporad, Renata Viganò, Antonio Meluschi e Giancarlo Nuvoli e, nell'ambiente politico, al dirigente del PCI Mario Soldati, uno dei primi esponenti riformisti di quel partito.
In parallelo alla professione giornalistica, iniziò l'attività fotografica per la carta stampata sul quotidiano "Il progresso d'Italia" e quella radiofonica presso la sede Rai di Bologna, fondando l'Agenzia Delta Foto, corrispondente dell'Associated Press in Italia, agenzia più tardi rilevata dal cognato, il fotoreporter Aldo Ferrari.
Fra i suoi servizi che lo resero celebre si ricordano quelli dedicati alle terribili condizioni di vita dei minatori siciliani delle zolfatare e le immagini e i volti della scuola di partito del Pci che produssero nella Bologna dell'epoca un piccolo terremoto politico.
Lasciò quindi Bologna per andare prima a Milano, poi a Parigi e infine nuovamente a Milano, proseguendo l'attività di fotografo e dedicandosi contemporaneamente all'insegnamento della letteratura, la sua seconda grande passione. 
A Milano, negli anni '50,curò la vasta parte iconografica del libro di Piero Scanziani: "L'avventura dell'uomo", pubblicato a dispense dal settimanale "Tempo illustrato" diretto da Arturo Tofanelli. La pubblicazione fece raggiungere al rotocalco  la cifra, di due milioni di copie vendute aprendo una nuova epoca nella diffusione delle riviste rivolte al grande pubblico in Italia. Sposò la pittrice Vanna Botta. Scomparve nel 1970.